# Jesús Urbieta
Jesús Urbieta fou un dibuixant, gravador i pintor zapoteca i mexicà, nascut a Juchitan, a l'Estat d'Oaxaca, el 27 de març de 1959, i mort a la Ciutat de Mèxic el 21 de març de 1997.

## Biografia
Enginyer civil de professió original, aviat es decidí per la pràctica de les arts plàstiques. Estudià al Taller de Gràfica de la Casa de Cultura del Istmo, a Juchitan, de 1980 a 1983. Aleshores ingressà a la Escuela de Artes Plásticas, Pintura y Grabado del INBA, a la capital de l'Estat, Oaxaca. I el 1985 entrà a la Escuela Nacional de Pintura, Escultura y Grabado "La Esmeralda" a la Ciutat de Mèxic. Practicà la ferreria, fou novelista, poeta, editor, cantador i agitador cultural. Creà la Fundació Guiée Xhúuba per tal de promoure la cultura zapoteca. Morí de cirrosi al Centro Médico Siglo XXI a punt de complir els 38 anys. Contemporani de Franciso Toledo. És considerat un dels més importants pintors mexicans de la segona meitat del segle xx.

## Obra destacada
Apuntando hacia la libertad, aquarel·la, 1984. Testamentos, tríptic, tècnica mixta, 1987. Juego de pelota, aquarel·la, 1989. Muro de Juchitan I i II oli bicolor, 1993. Bañistas de Tehuantepec, gravat en metall, 1994. Ranchero con mula, aquarel·la, 1996.

## Principals Exposicions Individuals
1980 Casa de Cultura del Istmo, Juchitan.
1985 Museo de la Ciudad de México, Mèxic DF
1992 Galería Óscar Roman, Mèxic DF
1994 Galeria Chac Mool, Los Angeles, Califòrnia, EUA
1997 Museo de Arte Moderno, Mèxic DF

## Exhibicions Permanents
Museo de Arte Contemporáneo, Monterrey, Nuevo León, Mèxic
Museo de Arte Moderno, Mèxic DF
Museum Würt a Collection, Alemanya